# Жути Ролс-Ројс
Жути Ролс-Ројс (енгл. The Yellow Rolls-Royce) је MGM-ова драма из 1964. Главну улогу у филму заправо има жути Ролс-Ројс, по коме се филм и зове, и сва радња се дешава око њега тј. његових власника.

## Сиже
Кола, жути Ролс-Ројс, први је купио маркиз од Фринтона (Рекс Харисон) као поклон за годишњицу брака својој жени Елоизи, Жани Моро. Маркиз је пасионирани љубитељ коња, и сам поседује грло, редовно се такмичи на Аскоту и коначно његов коњ побеђује. Његов елан и радост због победе на тркама ће спасти кад затекне жену са њеним љубавником кога тумачи Едмунд Пардом. Он се не разводи од ње, али одлучује да врати кола.
Коначно кола купује амерички гангстер Паоло Малтесе (Џорџ Си Скот). Он путује у Италију са својом вереницом Меј Џенкинс, коју тумачи Ширли Маклејн, и својом „десном руком“ Џојом Фридландером. Паоло мора да се врати у САД због неких нерашчишћених послова и оставља Џоја да се брине о Меј. Међутим она се заљубљује у младог згодног уличног фотографа Стефана (Ален Делон). Када се вратио Паоло, Меј лаже Стефана да је то била само авантура, не би ли га заштитила од свог вереника.
Следећи власник кола је Американка Герда Милет (Ингрид Бергман), која је богата удовица на пропутовању Европом. Она у Трсту среће Југословена Давића, кога тумачи Омар Шариф, који је убеђује да га илегално уведе у Југославију, јер је он патриота и жели да се бори против нациста и нацистичког режима у земљи не би ли заштитио младог краља Петра. Герда на крају одлучује да помогне југословенском покрету отпора тако што својим жутим Ролс-Ројсем развози партизане.